# Jean-Jacques Flahaux
Jean-Jacques Flahaux (Pierry-lez-Epernay, Frankrijk, 19 juli 1955) is een Belgisch politicus van de Mouvement Réformateur.

## Levensloop
Hij studeerde aan de Université Libre de Bruxelles en aan de Université Catholique de Louvain en werd licentiaat in de filosofie en de letteren en gediplomeerde in Europese Studies. Flahaux begon zijn beroepsloopbaan als medewerker op het kabinet van minister van Pensioenen Pierre Mainil. Vervolgens werkte hij op de kabinetten van Guy Lutgen en Melchior Wathelet. 
Vervolgens werd hij secretaris-generaal van de partij PSC, bevoegd met internationale relaties en de raadgever van Europees Parlementslid en toenmalig PSC-voorzitter Gérard Deprez. Van 1993 tot 2004 was hij gemeentesecretaris van Rixensart. In 1998 verliet hij samen met Gérard Deprez en enkele anderen de PSC en sloot zich aan bij de MCC, die Deprez had opgericht. De MCC fuseerde later met de PRL en het FDF tot de MR. 
In oktober 1982 werd hij voor de PSC verkozen tot gemeenteraadslid van 's-Gravenbrakel. In de legislatuur 1983-1988 was hij er lid van de oppositie, in de legislatuur 1989-1994 eerste schepen bevoegd met Burgerlijke Stand, Handel en Werk en in de legislatuur 1995-2000 was hij burgemeester van de gemeente. Bij de gemeenteraadsverkiezingen van 2000 trok hij in 's-Gravenbrakel de PRL-lijst, maar Flahaux belandde in de oppositie.
Bij de gemeenteraadsverkiezingen van 2006 kreeg Flahaux meer dan 3800 voorkeurstemmen en werd hij opnieuw burgemeester van 's-Gravenbrakel, bevoegd met Financiën, Veiligheid, Brandweer, Ouderen, Burgerlijke Deelname en Mondiale Solidariteit. In 2012 werd hij herkozen als burgemeester. In januari 2015 stopte hij als burgemeester en sindsdien is hij enkel gemeenteraadslid van 's-Gravenbrakel meer. Van 2006 tot 2012 was hij tevens de voorzitter van de politiezone Haute-Senne.
Bij de federale verkiezingen van 10 juni 2007 werd hij vanop de vijfde plaats op de MR-lijst in de kieskring Henegouwen met 9156 voorkeursstemmen verkozen in de Kamer van volksvertegenwoordigers. In de legislatuur 2007-2010 was hij een erg actieve volksvertegenwoordiger die een hoog aantal mondelinge vragen stelde. Bij de federale verkiezingen van 2010 haalde hij 6509 voorkeurstemmen en werd hij niet herkozen als volksvertegenwoordiger.
Bij de federale verkiezingen van 2014 werd Flahaux met 8061 voorkeurstemmen opnieuw verkozen tot volksvertegenwoordiger. Ditmaal bleef hij in de Kamer zetelen tot in 2019. In de legislatuur 2014-2019 was hij in de Kamer lid van de commissies Infrastructuur en Openbare Bedrijven, Buitenlandse Handel, Defensie, Grondwetsherzieningen, Naturalisaties, Klimaat en Duurzame Ontwikkeling en ondervoorzitter van de commissie Sociale Emancipatie. Bij de verkiezingen van 2019 stond hij als derde opvolger op de MR-lijst voor het Europees Parlement.
In januari 2015 werd hij de voorzitter van de internationale afdeling van de MR, waarvoor hij zijn burgemeesterschap in 's-Gravenbrakel opzegde.

## Eretekens
- 2019: ridder in de Leopoldsorde[1]